# Světová výstava ve Wembley

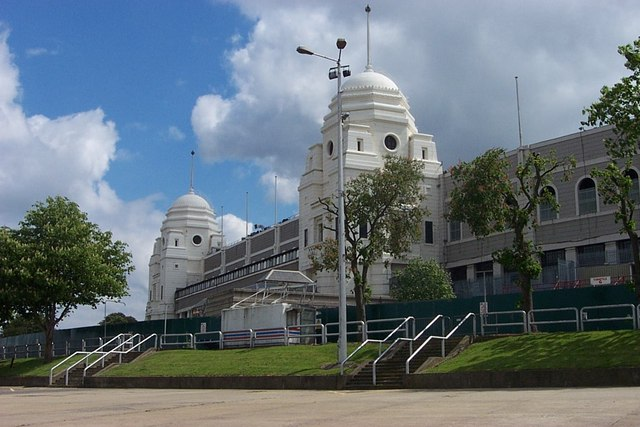
Stadion ve Wembley z roku 1923, dějiště Světové výstavy (British Empire Exhibition) v roce 1924 a 1925

Světová výstava ve Wembley (anglicky British Empire Exhibition) byla koloniální výstava Britského impéria, která se konala v letech 1924 a 1925 ve Wembley v Londýně.

## Historie
Výstava byla slavnostně otevřena 23. dubna 1924 králem Jiřím V. na stadionu ve Wembley (British Empire Exposition Stadium), dokončeném v roce 1923. Mezi účastníky zahajovacího programu byla i Agatha Christie s manželem.
Cílem výstavy bylo umožnit setkání zástupců všech částí impéria, posílit obchodní vztahy mezi mateřskou zemí a jejími koloniemi i mezi koloniemi navzájem a podpořit vzájemné poruzumění.
Součástí Britského impéria bylo v té době 58 zemí a pouze Gambie a Gibraltar se nezúčastnily.
Do roku 1924 zatím největší světová výstava si vyžádala náklady ve výši 12 milionů £ a navštívilo ji 27 milionů návštěvníků. Architektem projektu byl Maxwell Ayrton. Tři hlavní budovy byly paláce průmyslu, techniky a umění. Palác techniky byl postaven ze železobetonu a byl největší budovou tohoto druhu na světě. Většina výstavních hal byla po skončení výstav demolována, pouze Palác techniky (Palace of Engineering ) a Pavilón britské vlády (British Government Pavilion) byly zachovány do 70. let i z toho důvodu, že demolice těžkých konstrukcí byly finančně nákladné. Z říšského bazénu (Empire Pool) vznikla Wembley Arena a na návrh Skota Sira Jamese Stevensona, byl stadion ve Wembley využíván anglickou fotbalovou asociací až do roku 2002, kdy byl zbourán a nahrazen novým stadionem Wembley, vybudovaným v letech 2002 – 2007. 

## Program a hlavní exponáty
Výstavy se zúčastnilo i několik železničních společností, které zde měly výstavní panely a v některých případech vystavovaly své nejnovější lokomotivy a vozy. Mezi exponáty v Paláci techniky byla vystavena v roce 1924 železniční lokomotiva LNER ne. 4472 Flying Scotsman, další byla Prince of Wales třídy 4-6-0 (London and North Western Railway). V roce 1925 byla přidána GWR 4079 Pendennis Castle spolu s dalšími lokomotivami například no. 866 třídy N (Southern Railway UK), která byla zbrusu nová a na trati se objevila 28. listopadu 1925. Později dostala název Wembley 1924 na počest této výstavy. Tehdy byla též vystavena v Paláci bydlení a dopravy elektrická lokomotiva č. 15 (Metropolitan Railway), u které bylo z jedné strany odstraněno obložení a dveře, aby bylo možno nahlédnout do interiéru. 
Součástí programu výstav byly také letecké show. Od 9. května do 1. června 1925, šest nocí v týdnu, přelétávala nad stadionem 32. peruť Royal Air Force v programu nazvaném „London Defended“ a simulovala letecké útoky s pyrotechnickými efekty. 

## Galerie

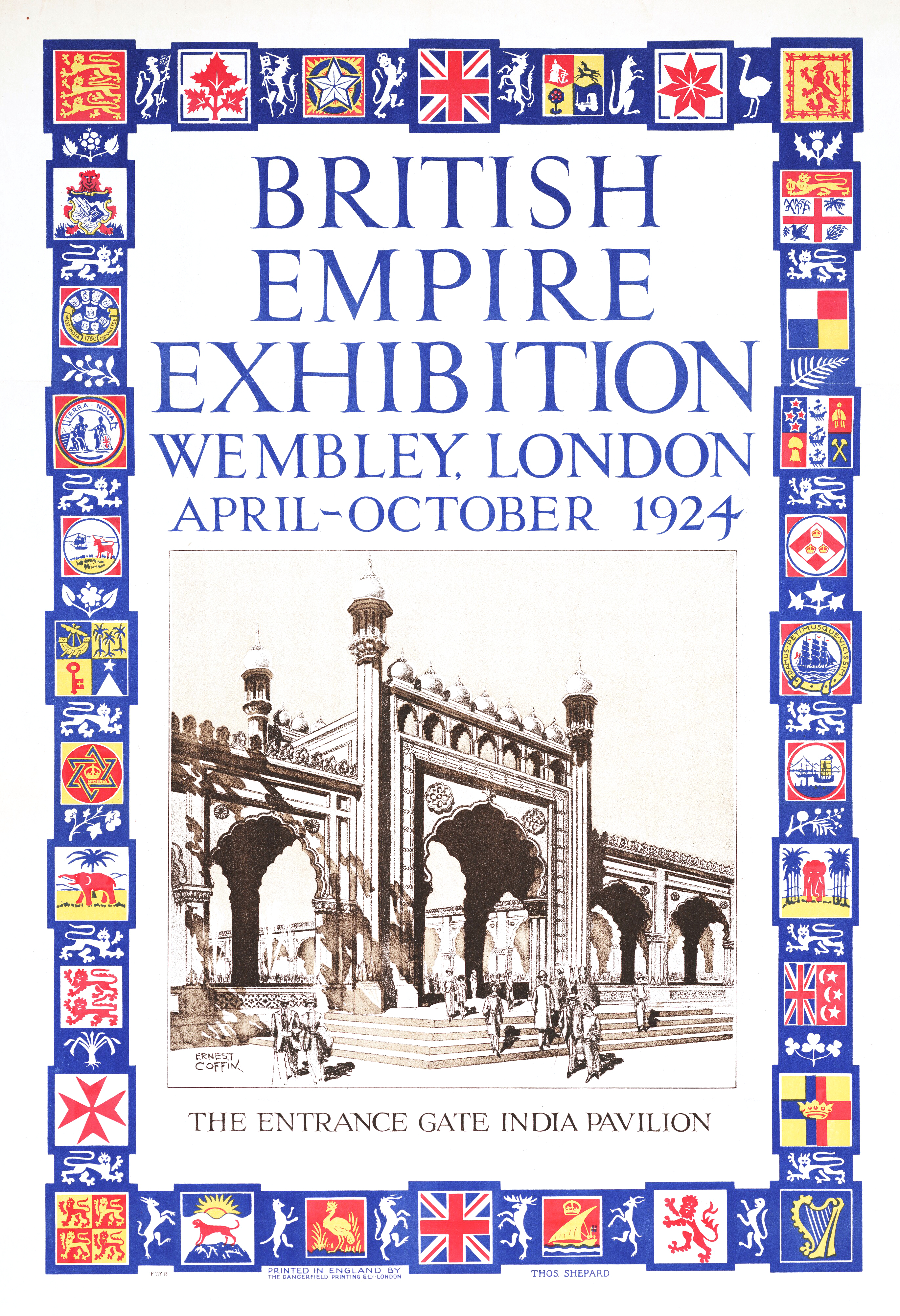
Poster k výstavě konané v roce 1924
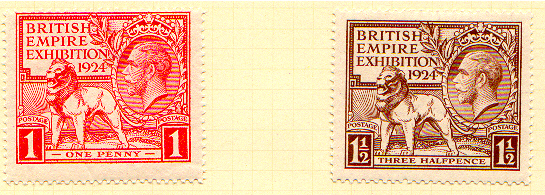
Poštovní známky vydané u příležitosti výstavy v roce 1924
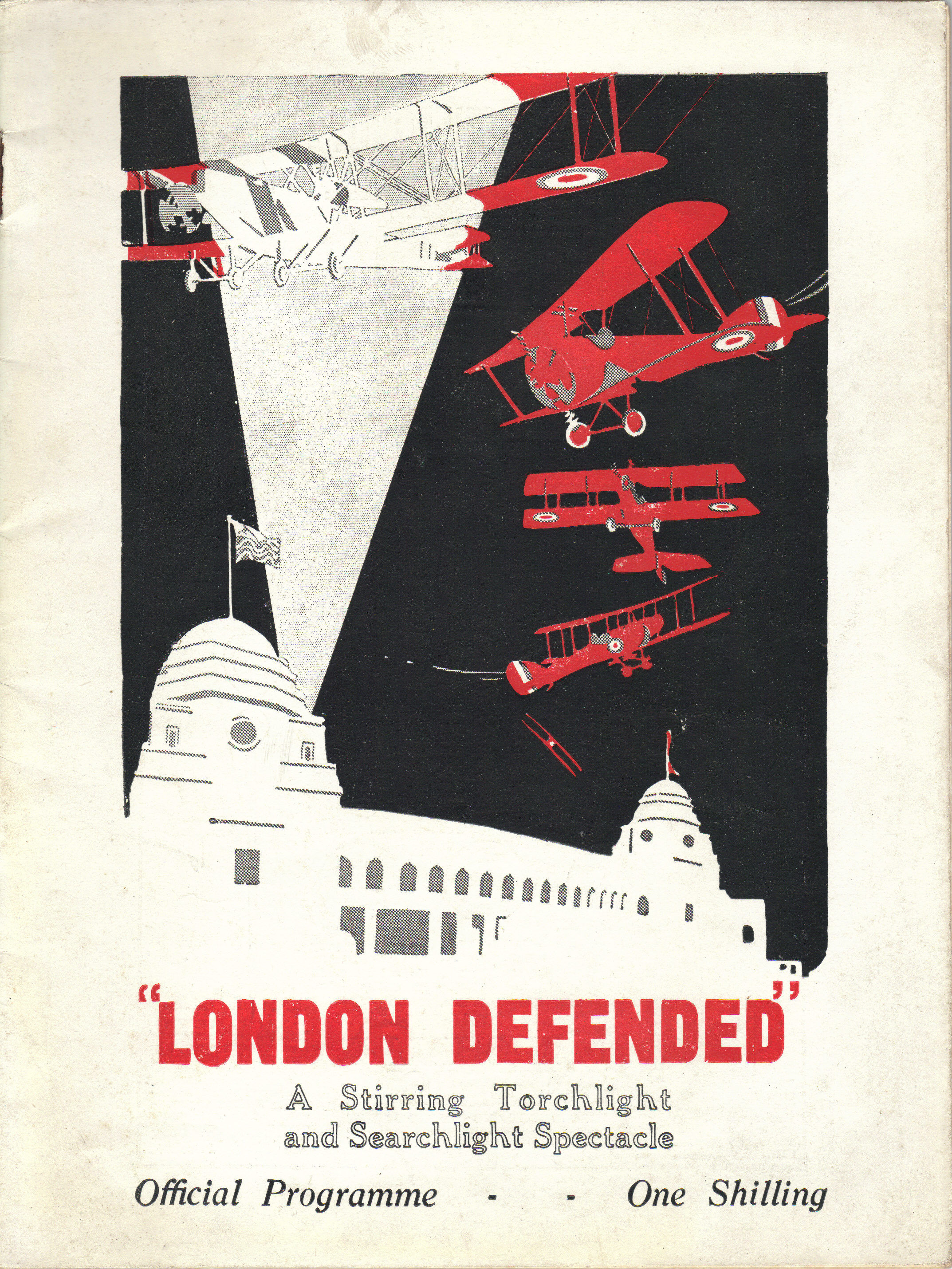
Poutač k akci „London Defended“ v roce 1925
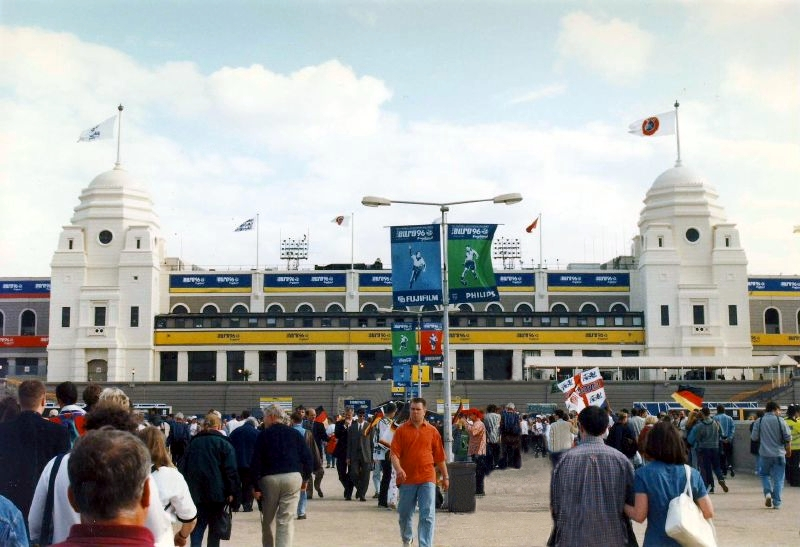
Původní stadion ve Wembley